# Hakob Tonoyani anvan Sowpergavat' 2015
La Hakob Tonoyani anvan Sowpergavat' 2015 è stata la diciottesima edizione della supercoppa armena di calcio.
Il P'yownik vinse sia il campionato che la coppa e venne sfidato dal Mika Erevan, secondo classificato in coppa.
L'incontro si giocò il 24 settembre 2015 nella capitalie Erevan e vinse il P'yownik, al suo nono titolo.

## Tabellino
| Arbitro: | Baliyan (Erevan) |

|                                         |           |  |
| Kartashyan 36’ Hakobyan 38’ Manoyan 74’ | Marcatori |  |